# Xeromelecta haitensis
Xeromelecta haitensis är en biart som först beskrevs av Michener 1948.  Xeromelecta haitensis ingår i släktet Xeromelecta och familjen långtungebin. Inga underarter finns listade i Catalogue of Life.